# 96. pehotna divizija (ZDA)
96. pehotna divizija (izvirno angleško 96th Infantry Division) je bila pehotna divizija Kopenske vojske ZDA.

## Zgodovina
Divizija je bila prvotno ustanovljena iz prebivalcev Oregona in Washingtona.